# Stefan Kutschke
Stefan Kutschke (Drezda, 1988. november 3. –) német labdarúgó, aki jelenleg az Ingolstadt 04 támadója.

## Pályafutása
Szülővárosában, Drezda csapataiban kezdte el a labdarúgás alapjait tanulni, majd 2007-ben csatlakozott a FV Dresden 06 Laubegast együtteséhez. 29 bajnokin 19 gólt szerzett és a második helyen végzett a góllövőlistán. Két év után tovább állt és a SV Babelsberg 03 klubjának játékosa lett, ahol együtt játszott Daniel Frahnnal. Első szezonjában 20 bajnokin szerzett 4 gólt, valamint a Német kupában két alkalommal pályára lépett. A Hallescher FC ellen kezdőként végig a pályán volt, ez volt az első alkalom klubjában.
A 2010-11-es szezonban a RB Leipzig csapatához igazolt, miután nem tudott klubjával megegyezi a szerződést hosszabbításról. Itt ismét együtt játszott Daniel Frahnnal és a 20-as mezszámot kapta meg. Első szezonjában 28 mérkőzésen 4 gólt szerzett többnyire csereként. A szezon végére felvette a ritmust és duplázott az Energie Cottbus II ellen, valamint a Hallescher FC ellen. A következő szezonban a szurkolók kedvencévé vált. Az VfB Lübeck ellen megszerezte csapatában az első mesterhármast, majd a szezonvégére 28 bajnokin szerepelt és ezeken 13 gólt szerzett, amivel csapata második legeredményesebb játékosa lett Daniel Frahn mögött. A 2012-13-as szezonban is élvezte a csapat új menedzserének, Alexander Zorniger bizalmát.
2013 nyarán az élvonalbeli VfL Wolfsburg szerződtette és első bajnoki mérkőzésén a Schalke 04 ellen eredményes tudott lenni. A következő szezont már a Paderborn 07 csapatával töltötte. 2015 és 2017 között a Nürnberg labdarúgója volt. 2016 januárjában másfél évre kölcsönbe került a Dynamo Dresden csapatához. A 2017-18-as Bundesliga 2-es szezon előtt az Ingolstadt 04 klubjába igazolt 2021. június 30-ig. 2017. július 29-én debütált az 1. FC Union Berlin elleni bajnoki találkozón. Szeptember 29-én szerezte meg első gólját az SV Darmstadt 98 ellen. A 2019-20-as szezontól a klub csapatkapitánya lett.

## Statisztika
| Klub             | Szezon   | Bajnokság | Bajnokság | Kupa  | Kupa | Nemzetközi | Nemzetközi | Összesen | Összesen |
| Klub             | Szezon   | Mérk.     | Gól       | Mérk. | Gól  | Mérk.      | Gól        | Mérk.    | Gól      |
| ---------------- | -------- | --------- | --------- | ----- | ---- | ---------- | ---------- | -------- | -------- |
| Babelsberg 03    | 2008-09  | 20        | 4         | 1     | 0    | -          | -          | 21       | 4        |
| Babelsberg 03    | 2009-10  | 26        | 4         | 1     | 0    | -          | -          | 27       | 4        |
| RB Leipzig       | 2010-11  | 28        | 4         | 0     | 0    | -          | -          | 28       | 4        |
| RB Leipzig       | 2011-12  | 28        | 13        | 2     | 0    | -          | -          | 30       | 13       |
| RB Leipzig       | 2012-13  | 25        | 8         | 0     | 0    | -          | -          | 25       | 8        |
| VfL Wolfsburg    | 2013-14  | 8         | 1         | 1     | 0    | -          | -          | 9        | 1        |
| VfL Wolfsburg II | 2013-14  | 6         | 1         | 0     | 0    | -          | -          | 6        | 1        |
| SC Paderborn 07  | 2014-15  | 19        | 1         | 1     | 0    | -          | -          | 20       | 1        |
| Összesen         | Összesen | 189       | 35        | 6     | 0    | 0          | 0          | 195      | 6        |

## Sikerei, díjai
- Regionalliga Nord bajnok: 2009-10
- Regionalliga Nordost bajnok: 2012-13
- 3. Liga bajnok: 2015–16